# Алегени (окръг, Северна Каролина)
Окръг Алегени (на английски: Alleghany County) е окръг в щата Северна Каролина, Съединени американски щати. Площта му е 611 km², а населението – 10 848 души (2016). Административен център е град Спарта.